# Frank Dawson Adams
Pour les articles homonymes, voir Frank Adams (homonymie), Dawson et Adams.
Frank Dawson Adams (17 septembre 1859-26 décembre 1942) est un géologue canadien né à Montréal et décédé dans la même ville à l'âge de 83 ans.

## Biographie
Après avoir obtenu son Ph.D. à Heidelberg, il devient professeur à l'université McGill en 1889, puis obtient la chaire Logan de géologie de 1892 à 1922. Il est aussi doyen de la faculté de sciences appliqués (1905-1919) puis vice-président à McGill de 1919 à 1922. Membre de la Société royale du Canada en 1896 il est aussi coopté par la Royal Society en 1907 et reçoit plusieurs prix scientifiques : Médaille Lyell (1881), Médaille Flavelle (1937), Médaille Wollaston (1939).
C'est sous son initiative que l'on nomme Mons Regius, mot latin, pour la première fois en 1903, pour désigner les montagnes royales, soit le présent  mont Royal et les neuf autres collines de géologie semblable sises dans la plaine du Saint-Laurent à l'est de la ville de Montréal. Ce terme deviendra les montérégiennes. Le toponyme Montérégie désigne également une région sise au sud-ouest de la province de Québec et marquée de la présence des Montérégiennes.
Un bâtiment de l'université McGill est nommé en son honneur et une plaque commémorative est érigée sur le Musée Redpath situé sur le campus de la même université en 1950.